# Gregorio Vargas
Gregorio Vargas (* 27. Oktober 1970 in Santa Maria, Mexiko) ist ein ehemaliger mexikanischer Boxer im Federgewicht.

## Profi
Er gewann alle seine ersten elf Kämpfe, die meisten davon durch K. o. Am 28. April 1993 boxte er gegen den Briten Paul Hodkinson um den Weltmeistertitel des Verbandes WBC und gewann durch technischen K. o. in der 7. Runde. Im April des darauffolgenden Jahres verlor er bereits den Gürtel in seiner ersten Titelverteidigung gegen den Rechtsausleger Kevin Kelley durch einstimmigen Beschluss.
Im Jahre 2004 beendete er seine Karriere.